# Archidiocèse de Saint-Jacques-de-Compostelle
L'archidiocèse de Saint-Jacques-de-Compostelle est un diocèse d'Espagne dont le siège ecclésiastique est la cathédrale de Saint-Jacques-de-Compostelle dans la ville du même nom.
Le diocèse de Saint-Jacques de Compostelle est l'héritier du diocèse historique d'Iria-Flavia.

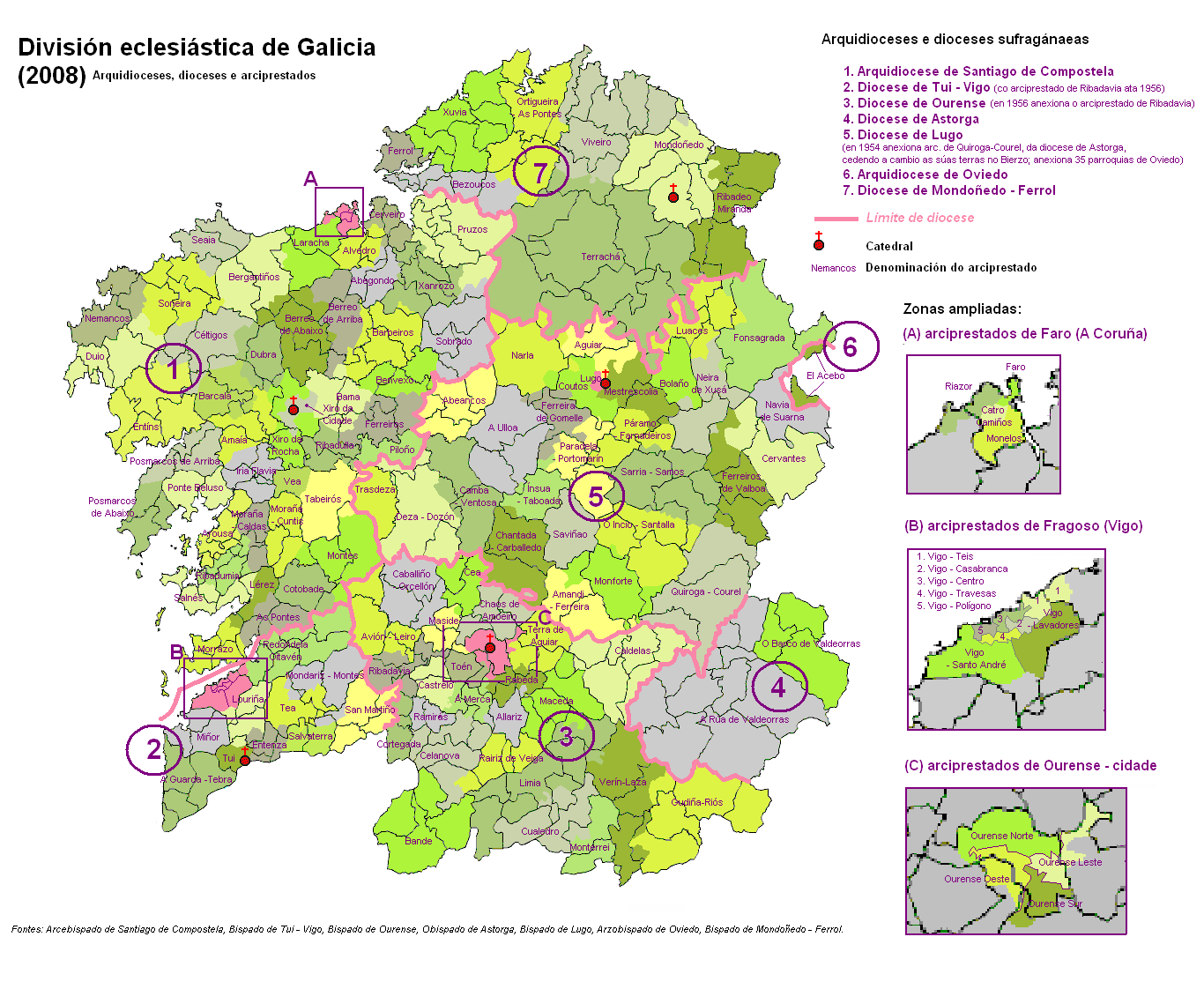
Division ecclésiastique de la Galice (certaines communes ou paroisses de Galice, sont incluses dans l'archidiocèse d'Oviedo et d'autres dans le diocèse d'Astorga.)

## Histoire
Par la bulle Bula Veterum sinodalia, le pape Urbain II a créé l'église "compostelane" en 1095, il ne s'agit pas d'une création territoriale nouvelle, mais du changement de nom du diocèse historique d'Iria Flavia et de son transfert de suffragant du diocèse de Braga (à cette époque le Portugal n'existait pas encore et les deux diocèses se situaient sur le territoire du royaume de Galice), à sa dépendance directe du Saint-Siège.
Par la bulle Bula Omnipotentis dispositione  du 27 février 1120, le pape Calixte II élève l'église "compostelane" au rang d'archevêché métropolitain de Saint-Jacques-de-Compostelle en remplacement de celui de Mérida, ce dernier ayant disparu sous le pouvoir musulman. L'archidiocèse de Saint-Jacques-de-Compostelle est devenu par cette bulle capitale de la Lusitanie et de ce fait les diocèses de Beja, Lisbonne, Ossobona (Faro), Idanha -Dioecesis Ægitaniensis - (Guarda),  Coimbra  -Dioecesis Conimbricensis-, Viseu, Lamego, Ciudad Rodrigo, Salamanque, Ávila, Evora et le diocèse de Coria sont devenus ses suffragants. Les diocèses du royaume de Galice continuent à être suffragants de l'archidiocèse de Braga jusqu’en 1395, date à laquelle ils deviennent suffragants de l'archidiocèse de Saint-Jacques-de-Compostelle.

### Articles liés
- Liste des évêques et archevêques de Saint-Jacques-de-Compostelle
- Diocèses et archidiocèses d'Espagne
- Église catholique en Espagne